# Norbert Gombos
Norbert Gombos (* 13. srpna 1990 Galanta) je slovenský profesionální tenista. Ve své dosavadní kariéře na okruhu ATP Tour nevyhrál žádný turnaj. Na challengerech ATP a okruhu ITF získal deset titulů ve dvouhře a jeden ve čtyřhře.
Na žebříčku ATP byl ve dvouhře nejvýše klasifikován v říjnu 2017 na 80. místě a ve čtyřhře pak v říjnu 2015 na 238. místě. Trénuje ho Tibor Toth.
Ve slovenském daviscupovém týmu debutoval v roce 2014 druhým kolem 1. skupiny zóny Evropy a Afriky proti Rakousku, v němž vyhrál nad Dominicem Thiemem a podlehl Andreasi Haiderovi-Maurerovi. Slováci zvítězili 4:1 na zápasy. Do září 2020 v soutěži nastoupil k deseti mezistátním utkáním s bilancí 5–10 ve dvouhře a 0–1 ve čtyřhře.

## Tenisová kariéra
V rámci hlavních soutěží událostí okruhu ITF debutoval jako 18letý v květnu 2009, když na turnaji v Jablonci nad Nisou prošel kvalifikačním sítem. V úvodním kole dvouhry porazil krajana Marka Danise a ve druhém nestačil na Němce Zoppa. Do vydání žebříčku ATP z 18. června 2009 tak získal první bod v kariéře. Čtyři sezóny 2013–2016 zakončil v první dvoustovce. Průlom mezi sto nejlepších tenistů klasifikace učinil až v polovině května 2017, kdy mu patřila 100. příčka. Premiérový challengerový titul si odvezl z Cherbourgu, kde v březnu 2015 ve finále přehrál francouzského hráče Benoîta Paireho.
První utkání na okruhu ATP Tour vyhrál na marseillském Open 13 2017. Z pozice postoupivšího kvalifikanta porazil na cestě do čtvrtfinále dvouhry Rusa Jevgenije Donského a Francouze Nicolase Mahuta. Následně však nestačil na třetího nasazeného Australana Nicka Kyrgiose. V rámci série ATP Masters odehrál první utkání hlavní soutěže na Monte-Carlo Rolex Masters 2015, kde jej na úvod vyřadil Belgičan David Goffin.
Debut v hlavní soutěži nejvyšší grandslamové kategorie zaznamenal na čtrnáctý pokus v mužském singlu Wimbledonu 2017. Na úvod jej zdolal Ital Andreas Seppi po čtyřsetovém průběhu. V sezónách 2014–2017 vypadl třináctkrát za sebou v grandslamové kvalifikaci. V prvním kole US Open 2017 podlehl Srbovi Viktoru Troickému po pětisetové bitvě, když nevyužil vedení 2–1 na sety.

## Finále na challengerech ATP a okruhu Futures
| Legenda                    |
| -------------------------- |
| Challengery (7–7 D; 0–3 Č) |
| Futures (3–7 D; 1–1 Č)     |

### Dvouhra: 28 (10–18)
| Stav      | č.  | datum         | turnaj                        | povrch    | soupeř ve finále      | výsledek                |
| --------- | --- | ------------- | ----------------------------- | --------- | --------------------- | ----------------------- |
| Finalista | 1.  | července 2010 | Kramsach, Rakousko            | antuka    | Johannes Ager         | 2–6, 4–6                |
| Finalista | 2.  | května 2011   | Teplice, Česko                | antuka    | Jiří Veselý           | 6–3, 6–7(7–9), 1–6      |
| Vítěz     | 1.  | července 2011 | Kramsach, Rakousko            | antuka    | Alexander Flock       | 6–4, 6–3                |
| Finalista | 3.  | února 2012    | Jü-si, Čína                   | tvrdý (h) | Vincent Millot        | 5–7, 4–6                |
| Finalista | 4.  | června 2012   | Kiseljak, Bosna a Hercegovina | antuka    | Damir Džumhur         | 3–6, 6–7(3–7)           |
| Finalista | 5.  | července 2012 | Praha, Česko                  | antuka    | Jiří Veselý           | 4–6, 0–6                |
| Finalista | 6.  | října 2012    | Belek, Turecko                | tvrdý     | Mirza Bašić           | 4–6, 4–6                |
| Vítěz     | 2.  | května 2013   | Most, Česko                   | antuka    | Dominic Thiem         | 4–6, 6–2, 6–2           |
| Vítěz     | 3.  | května 2013   | Teplice, Česko                | antuka    | Jaroslav Pospíšil     | 6–4, 6–2                |
| Finalista | 7.  | srpna 2013    | Este, Itálie                  | antuka    | Dominic Thiem         | 1–6, 4–6                |
| Finalista | 1.  | březen 2014   | Cherbourg, Francie            | tvrdý (h) | Kenny de Schepper     | 6–3, 2–6, 3–6           |
| Finalista | 2.  | červen 2014   | Vicenza, Itálie               | antuka    | Filip Krajinović      | 4–6, 4–6                |
| Finalista | 3.  | červen 2014   | Prostějov, Česko              | antuka    | Jiří Veselý           | 2–6, 2–6                |
| Finalista | 4.  | červen 2014   | Košice, Slovensko             | antuka    | Frank Dancevic        | 2–6, 6–3, 2–6           |
| Vítěz     | 1.  | březen 2015   | Cherbourg, Francie            | tvrdý (h) | Benoît Paire          | 6–1, 7–6(7–4)           |
| Vítěz     | 2.  | červen 2015   | Praha, Česko                  | antuka    | Albert Montañés       | 7–6(7–5), 5–7, 7–6(7–2) |
| Finalista | 5.  | říjen 2016    | Orléans, Francie              | tvrdý (h) | Pierre-Hugues Herbert | 5–7, 6–4, 3–6           |
| Vítěz     | 3.  | říjen 2016    | Brest, Francie                | tvrdý (h) | Yannik Reuter         | 7–5, 6–2                |
| Vítěz     | 4.  | listopad 2016 | Bratislava, Slovensko         | tvrdý (h) | Marius Copil          | 7–6(10–8), 4–6, 6–3     |
| Finalista | 6.  | květen 2017   | Heilbronn, Německo            | antuka    | Filip Krajinović      | 3–6, 2–6                |
| Vítěz     | 5.  | říjen 2017    | Orléans, Francie              | tvrdý (h) | Julien Benneteau      | 6–3, 5–7, 6–3           |
| Finalista | 7.  | březen 2019   | Pau, Francie                  | tvrdý (h) | Alexandr Bublik       | 7–5, 3–6, 3–6           |
| Vítěz     | 6.  | červen 2019   | Bratislava, Slovensko         | antuka    | Attila Balázs         | 6–3, 3–6, 6–2           |
| Vítěz     | 7.  | červenec 2019 | Winnipeg, Kanada              | tvrdý     | Brayden Schnur        | 7–6(7–3), 6–3           |
| Finalista | 8.  | říjen 2021    | Mouilleron-le-Captif, Francie | tvrdý (h) | Jiří Veselý           | 4–6, 4–6                |
| Finalista | 9.  | duben 2022    | Murcia, Španělsko             | antuka    | Ceng Čchun-sin        | 4–6, 1–6                |
| Finalista | 10. | červenec 2022 | Salcburk, Rakousko            | antuka    | Thiago Monteiro       | 3–6, 6–7(2–7)           |
| Finalista | 11. | duben 2023    | Split, Chorvatsko             | antuka    | Zsombor Piros         | 6–7(2–7), 6–7(9–11)     |

### Čtyřhra (1 titul)
| Č. | datum      | turnaj             | povrch | spoluhráč    | poražení finalisté          | výsledek |
| -- | ---------- | ------------------ | ------ | ------------ | --------------------------- | -------- |
| 1. | října 2011 | Budapešť, Maďarsko | antuka | Roman Jebavý | Mario Kargl Lukas Weinhandl | 6–2, 6–0 |